# FK Mash'al Mubarek
El Futbol Klubi Mash'al es un equipo de fútbol de Uzbekistán que milita en la Liga de fútbol de Uzbekistán, la liga de fútbol más importante del país.
Fue fundado en el año 1991 en la ciudad de Muborak después de la Independencia de Uzbekistán de la Unión Soviética y nunca ha ganado el título de Liga ni tampoco de Copa. Ha sido subcampeón de Liga en 1 ocasión y 1 vez finalista de la Copa.
A nivel internacional ha participado en 1 torneo continental, en la Liga de Campeones de la AFC del año 2006, donde fue eliminado en la fase de grupos por el AlAin de los Emiratos Árabes Unidos, el Al-Hilal de Arabia Saudita y el Al Minaa de Irak.

## Palmarés
- Liga de fútbol de Uzbekistán: 0
  - Subcampeón: 1

2005
- Copa de Uzbekistán: 0
  - Finalista: 1

2006
- Primera Liga de Uzbekistán: 2

1994, 2013
- UzPFL Cup: (1)

2014

## Participación en competiciones de la AFC
- Champions League: 1 aparición

2006 - Fase de grupos

## Entrenadores desde 1993
| Nombre             | País       | Periodo   |
| ------------------ | ---------- | --------- |
| Vladimir Nadyarniy | Uzbekistán | 1993      |
| Boris Serostanov   | Uzbekistán | 1994-1995 |
| Vitaly Dorofeev    | Uzbekistán | 1996      |
| Alej Yumangulov    | Uzbekistán | 1997-1998 |
| Vladimir Lyubushin | Uzbekistán | 1999      |
| Bakhodir Davlatov  | Uzbekistán | 2000–2001 |
| Bakhtiyor Boboev   | Uzbekistán | 2002      |
| Vitaliy Ivanov     | Uzbekistán | 2003      |
| Bakhodir Davlatov  | Uzbekistán | 2004      |
| Viktor Jalilov     | Uzbekistán | 2005-2006 |
| Viktor Kumykov     | Rusia      | 2006-2008 |
| Genadiy Kochnev    | Uzbekistán | 2009      |
| Bakhodir Davlatov  | Uzbekistán | 2009-2010 |
| Vladimir Fomichev  | Kazajistán | 2010-     |

## Jugadores destacados
- Asror Aliqulov
- Aziz Ibragimov
- Hayrulla Karimov
- Mirjalol Qosimov